# IC 383
IC 383 је елиптична галаксија у сазвјежђу Бик која се налази на листи објеката дубоког неба у Индекс каталогу.
Деклинација објекта је + 9° 53' 33" а ректасцензија 4h 38m 58,0s. Привидна величина (магнитуда) објекта IC 383 износи 14,8 а фотографска магнитуда 15,8.